# Uljanivka (Vasyl'kivs'kyj rajon)
Uljanivka (in ucraino Улянівка?, in russo Ульяновка?, Ul'janovka) è un villaggio dell'Ucraina situato nell'oblast' di Dnipropetrovs'k.